# Volga Volga Brand Identity
 Volga Volga Brand Identity — независимое брендинговое агентство. Специализируется на создании бренд-стратегий, разработке дизайна и креатива. Основано Дмитрием Ахмедовым и Павлом Сивохиным 1 сентября 2003 года в Санкт-Петербурге. С 2009 г. входит в Ассоциацию Брендинговых компаний России.

## О компании
Свою миссию компания определяет так: «Мы создаем и поддерживаем бренды, которые способствуют развитию бизнеса и улучшают жизнь людей».

## Направления деятельности
- Бренд-стратегия
- Нейминг
- Фирменный стиль/брендбук
- Многостраничные издания
- Рекламные кампании

Основная специализация агентства Volga Volga Brand Identity — корпоративный брендинг: от бренд-аудита до разработки брендбука. Портфолио также включает employer branding (развитие бренда работодателя), брендинг территорий, культурных событий и благотворительных проектов.

## Клиенты
Среди клиентов Volga Volga Brand Identity — предприятия российской промышленности, отрасли высоких технологий и финансового сектора, а также компании из рейтинга РБК 500: Агентство по страхованию вкладов, ФСК ЕЭС, Министерство финансов РФ, Ростелеком, Евраз, Вертолеты России, Росэнергоатом, Новатэк, Магнитогорский металлургический комбинат, Роснефть, Транснефть, Ингосстрах, Банк „Санкт-Петербург”.

## Достижения
Работы компании более 50 раз были отмечены наградами профессиональных конкурсов, таких как ADCR Awards, Golden Hammer, Московский международный фестиваль рекламы Red Apple, Киевский международный фестиваль рекламы, фестиваль рекламы «Идея!», премия инновационного дизайна d.i.a. Awards.
Собственный фирменный стиль компании получил несколько призов на национальных и международных фестивалях Red Apple и ADCR Awards.

## Работы
За время работы Volga Volga Brand Identity реализовала более 150 проектов, описания которых доступны для ознакомления на официальном сайте компании. В число наиболее известных работ входят:
- Первая международная рекламная кампания для города Санкт-Петербург[8] — широко освещалась в СМИ[9] и вызвала общественное обсуждение[10][11].

- Ребрендинг и фирменный стиль Магнитогорского Металлургического комбината — одного из крупнейших мировых производителей стали[12].

- Ребрендинг и фирменный стиль Вертолетов России — российского вертолетостроительного холдинга, объединяющего два конструкторских бюро Миля и Камова, пять вертолётных заводов и десять сервисных компаний по всей стране[13].

- Нейминг и разработка бренда Хайпарк (High Park) — нового кампуса и научного центра университета ИТМО[14].

- Ребрендинг Росморпорта — крупнейшего портового оператора России[15][16].